# Krzysztof Wianecki
Krzysztof Andrzej Wianecki (ur. 11 lipca 1959 w Zbydniowie) – działacz podziemia antykomunistycznego ostatniej dekady PRL-u, wydawca niezależnych publikacji, twórca tarnobrzeskiej opozycyjnej rozgłośni radiowej, były więzień polityczny, członek „Solidarności Walczącej”, absolwent Ekonomii Menedżerskiej.

## Życiorys
W roku 1981 Krzysztof Wianecki był członkiem Krajowego Komitetu Obrony Więzionych za Przekonania, któremu patronował Leszek Moczulski z Konfederacji Polski Niepodległej, oraz szefem jego tarnobrzeskiej struktury. Jesienią 1981 roku tarnobrzeskim „Siarkopolu”, gdzie zatrudniony był jako radioelektronik tamtejszego radiowęzła, prowadził radiowe studio strajkowe, informując pracowników „Siarkopolu” o przebiegu negocjacji między komitetem solidarnościowym a komisją rządową. W tym samym roku, wbrew woli dyrekcji kombinatu, retransmitował przez zakładowe radio audycje Radia Wolna Europa. 13 grudnia 1981 roku, na wieść o wprowadzeniu stanu wojennego w Polsce, razem ze Stanisławem Zipserem sformułował i opublikował odezwę informującą mieszkańców Tarnobrzega o masowych aresztowaniach działaczy „Solidarności” i wzywał do oporu wobec komunistycznych władz. Odezwa ta przeszła do historii jako jeden z pierwszych oficjalnych protestów przeciwko wprowadzeniu stanu wojennego. Według niektórych źródeł uznawana jest za pierwszy w Polsce, według innych za drugi.
14 grudnia za swój czyn został zatrzymany i osadzony w tarnobrzeskim areszcie, skąd wkrótce został przewieziony do więzienia w Załężu. Tam, nie otrzymawszy wcześniej decyzji o internowaniu, 16 grudnia przeszedł przez tzw. „ścieżkę zdrowia”, a zaraz po niej został dodatkowo bardzo brutalnie pobity. 5 stycznia 1982 roku sąd wojskowy w Rzeszowie w postępowaniu doraźnym skazał Krzysztofa Wianeckiego na karę 3 lat pozbawienia wolności i na 2 lata pozbawił go praw publicznych. Wkrótce potem skazany został przewieziony do więzienia w Hrubieszowie, gdzie zostali osadzeni także Jerzy Kropiwnicki - późniejszy prezydent Łodzi, czy Krzysztof Michałkiewicz – późniejszy minister pracy w rządzie Kazimierza Marcinkiewicza. W więzieniu brał udział w głodówkach i innych formach zorganizowanego protestu. Wyszedł na wolność w maju 1983 roku na mocy postanowienia Rady Państwa o warunkowym zawieszeniu odbycia reszty kary na okres 3 lat.
Po wyjściu na wolność nadal represjonowany nie mógł znaleźć zatrudnienia. W końcu otrzymał pracę w trudnych warunkach, poniżej swoich kwalifikacji i za najniższe wynagrodzenie. Wkrótce wrócił również do działalności podziemnej. Wstąpił w szeregi „Solidarności Walczącej” Kornela Morawieckiego i w roku 1987 stanął na czele jej tarnobrzeskiej struktury. Był współwydawcą lokalnego podziemnego pisma „Solidarność Walcząca”, a następnie wydawcą podziemnych tytułów „Zapora” i „Leliwa”. Publikował też bezdebitowe książki, zajmował się kolportażem opozycyjnych publikacji. Założył tarnobrzeską, podziemną rozgłośnię radiową i czuwał nad jej działalnością.
Po upadku rządów komunistycznych z ramienia „Solidarności Walczącej” kandydował na posła RP. W roku 2010 i 2014 jako kandydat niezależny startował w wyborach o fotel prezydenta Tarnobrzega. W maju 2009 roku „za wybitne zasługi w działalności na rzecz przemian demokratycznych w Polsce” prezydent Lech Kaczyński odznaczył Krzysztofa Wianeckiego Krzyżem Komandorskim Orderu Odrodzenia Polski. Obecnie zajmuje się szeroko pojmowaną edukacją patriotyczną, głównie w zakresie historii Polski po roku 1944.

## Rodzina
Dziadek Jan Wianecki brał udział w wojnie polsko-bolszewickiej w 1920 roku, a stryj Stanisław Wianecki – Żołnierz Wyklęty – był partyzantem Narodowych Sił Zbrojnych, członkiem oddziału Tadeusza Gajdy „Tarzana”.

## Odznaczenia
- 2008: Medal „Niezłomnym w słowie”
- 2009: Krzyż Komandorski Orderu Odrodzenia Polski[1]
- 2010: Krzyż Solidarności Walczącej[2]
- 2014: Zasłużony Tarnobrzeżanin
- 2019: Za zasługi dla Niepodległości 1956-1989
- 2019: Odznaka honorowa „Zasłużony dla Kultury Polskiej”[3]